# 勒佩阿日德鲁西永站
勒佩阿日德鲁西永站是法国的一个铁路车站，位于法国东南部小城勒佩阿日德鲁西永。

## 位置
勒佩阿日德鲁西永站位于勒佩阿日德鲁西永市区的部，巴黎－马赛铁路563.422公里处，距离里昂大约55公里，距离瓦朗斯大约54公里。车站大致呈南北走向，主站房位于铁路线东侧。

## 设施
勒佩阿日德鲁西永站设有人工售票窗口，其开放时间如下：
- 周一至周五：5:50~19:00
- 周六：9:30~18:00
- 周日及节假日：13:20~19:40

此外，勒佩阿日德鲁西永站站内还设有自动售票机等设施。

## 站台设置
| 西↑ |             |            |   |
|     | 侧式        |            |   |
| B道 |             | 里昂方向   | → |
| A道 |             | 瓦朗斯方向 | ← |
|     | 侧式 主站房 |            |   |
| 东↓ |             |            |   |

- 注：勒佩阿日德鲁西永站北侧设有人行地下通道，可连接东西两侧。

## 停靠线路
以下列车线路在勒佩阿日德鲁西永站停靠：
| 勒佩阿日德鲁西永站列车线路表               |      |                |                |              |
| 线路                                       | 车种 | 上一站         | 下一站         | 大致运行频率 |
| 里昂帕尔迪厄—阿维尼翁/马赛                 | TER  | 维埃纳         | 坦             | 每天9趟左右  |
| 马孔/里昂佩拉什—瓦朗斯/皮埃尔拉特/阿维尼翁 | TER  | 圣克莱尔莱罗什 | 圣朗贝尔达尔邦 | 每天17趟左右 |
| 1.                                         |      |                |                |              |

## 配套交通

### 长途客车
| 停靠勒佩阿日德鲁西永站的大巴车 |                                                        |                                                                                                 |
| 上下车地点                     | 运营单位                                               | 主要线路及目的地                                                                                |
| 勒佩阿日德鲁西永站 门口        | 奥弗涅-罗纳-阿尔卑斯城际客运 Cars Auvergne-Rhône-Alpes | - 75线：Lyon Perrache/Part-Dieu、Serrières、Félines、Peaugres、Davézieux、Annonay               |
| 勒佩阿日德鲁西永站 门口        | 阿尔代什省城际客运                                     | - 4线：Chanas、Saint-Rambert-d'Alban、Andance、Saint-Étienne-de-Valoux、Saint-Cyr、Annonay      |
| 勒佩阿日德鲁西永站 门口        | 伊泽尔省城际客运 Transisère                            | - 2610线：Saint-Maurice-l'Exil、Roussillon、Salaise-sur-Sanne、Agnin、Sonnay、Pact、Beaurepaire |
| 勒佩阿日德鲁西永站 门口        | SNCF Car TER                                           | （当铁路线施工或罢工时，SNCF可能会提供途径该线路沿途站点的临时大巴车）                          |
| 1. 2. 3.                       |                                                        |                                                                                                 |

### 市内交通
| 勒佩阿日德鲁西永站附近的市内公共交通线路 |                        | |
| 公交车站名称                             | 位置                   | 停靠线路 |
| Le Péage - Gare 勒佩阿日德鲁西永火车站   | 勒佩阿日德鲁西永站门口 | - A线：罗讷河畔圣克莱尔-圣克莱尔莱罗什站 ↔ 沙纳-转盘 - 定制公交线（TAD）：北线（Nord）、中线（Centre）、南线（Sud） （页面存档备份，存于） |
| 1. 2.                                    |                        | |

### 社会车辆
勒佩阿日德鲁西永站的主站房南侧及北侧均设有社会车辆停车场。

## 临近车站
| 勒佩阿日德鲁西永站（Gare du Péage-de-Roussillon） |                |                          |
| 上行车站                                          | 线路           | 下行车站                 |
| 圣克莱尔莱罗什站 9.2km ←                          | 巴黎－马赛铁路 | 圣朗贝尔达尔邦站 → 8.3km |
| - 本表仅显示运营中的线路及车站                    |                |                          |